# Reneszánsz pajzs

A reneszánsz pajzs legegyszerűbb alakja, melyből a későbbi reneszánsz és barokk változatok kialakultak

A reneszánsz pajzs egyrészt a reneszánsz kor idejére eső pajzsok gyűjtőneve, másrészt a tárcsapajzsból a 15. században leszármazó heraldikai pajzs, melyet a szimmetria kedvéért mindkét oldalon bevágással láttak el. Ez a bevágás eredetileg a lándzsa megtartását szolgálta, de a reneszánsz pajzsot már nem viselték a csatában, sem a lovagi tornákon, hiszen a párviadalban mindenki csak egy lándzsát használt. A holt heraldika korában azonban mégis ebből az alaptípusból eredt a későbbi heraldikai pajzsformák többsége. Nyugat-Európában gyakran lengyel pajzsnak is nevezték.
A reneszánsz pajzs általában szimmetrikus. Alaptípusának rengeteg változata alakult ki. Az oldalait számtalanszor tovább tagolták, sokszor agyondíszítették, mely így nem maradt egyenes, a teteje általában kétszer vagy többször is ívelt volt, az alját gyakran csücsökkel látták el. Ez a pajzsforma Magyarországon nagyon népszerű volt.
A reneszánsz pajzsból alakultak ki a barokk pajzsok különféle változatai és egyik altípusának tekinthető a lófejpajzs is.
Névváltozatok:
de: Renaissanceschild   

Rövidítések: